# V busz (Budapest, 1975–1985)
A budapesti V (gyors V) jelzésű autóbusz a Clark Ádám tér és a Budavári palota között közlekedett. A vonalat a Budapesti Közlekedési Vállalat üzemeltette.

## Története
1975. április 2-án V jelzéssel indítottak pótlóbuszt a Budavári sikló újjáépítésének idejére. 1978-tól V (gyors V) jelzéssel közlekedett. A járat a két végállomás között nem állt meg, a bérlet nem volt rá érvényes, csak egy darab előreváltott buszjeggyel lehetett igénybe venni és munkaszüneti napokat követő napokon nem közlekedett. A vonalon Ikarus 211-es midibuszok közlekedtek. 1985. január 31-én megszűnt, helyette elindították a 116-os buszt a Clark Ádám tér és a Szent György tér között.

## Útvonala
| Budavári palota felé                                                           | Clark Ádám tér felé                                           |
| ------------------------------------------------------------------------------ | ------------------------------------------------------------- |
| Clark Ádám tér vá. – Budavári palota, keleti levezető út – Budavári palota vá. | Budavári palota vá. – Keleti levezető út – Clark Ádám tér vá. |

## Megállóhelyei
| 0 | Clark Ádám tér végállomás  | 9 | 2, 4, 4, 16, 86, 86 9, 19 |
| 9 | Budavári palota végállomás | 0 | 16, 16A                   |